# Leptopsyllus paratypicus
Leptopsyllus paratypicus är en kräftdjursart som beskrevs av Nicholls 1939. Leptopsyllus paratypicus ingår i släktet Leptopsyllus och familjen Paramesochridae. Inga underarter finns listade i Catalogue of Life.